# Tyrone Wiggins
Tyrone C. Wiggins – amerykański aktor filmowy i telewizyjny.
Grał m.in. w sequelu Mortal Kombat 2: Unicestwienie (w roli Raina), w serialu telewizyjnym Sheena: Wojownicza księżniczka, oraz w filmie Mortal Kombat: Live Tour.